# ユナイテッド・スーパーマーケット・ホールディングス
ユナイテッド・スーパーマーケット・ホールディングス株式会社（英: United Super Markets Holdings Inc.、略称：U. S. M. H〈ユーエスエムエイチ〉）は、スーパーマーケットチェーンのマルエツ・カスミ・マックスバリュ関東・いなげやを傘下に持つ日本の共同持株会社。イオングループに属する。東証スタンダード市場TOP20の構成銘柄の一つ。

## 概要
この共同持株会社は「首都圏におけるスーパーマーケット連合」と位置づけられており、中心企業であるマルエツの上田真元社長（当時）は「志を同じくする首都圏のスーパーマーケット企業の参画を歓迎する」と述べている。これはU. S. M. Hの経営理念の一つであり、同社公式ウェブサイトにもビジョンの一つとして記載されている。
2014年の統合時点で、3社は関東1都6県で479店舗を展開しており、売上高は合わせて6,439億円で、2020年には売上高1兆円、1,000店舗体制に拡大する計画とした。しかしこれは3社の成長だけでは達成困難な規模であり、首都圏を拠点とする他社のスーパーの参画によって果たすこととした。また同年の経営統合時点では、3社は自主自立経営を前提として各社の店舗ブランドもそのまま残すが、商品開発や物流、システム、店舗開発、本部機能の集約については「今後、具体的な策を詰め、経営効率を引き上げる」とした。
なお、関東圏に基盤を置くイオングループ傘下（イオン株式会社の持分法適用関連会社）である食品スーパーのいなげや及びベルクについては、U.S.M.H設立時にイオン株式会社が傘下入りを模索していたが、結局は2015年のU.S.M.H設立までにベルクが傘下入りすることはなかった。その後、いなげやのみ2023年11月30日付で傘下に入った。
2019年からはスマートフォンを活用したデジタルプラットフォーム「Ignica (イグニカ) 」を自社開発してグループ傘下企業が運営する店舗への導入を進めており、2021年5月にネットスーパー「Online Derivery」、2022年8月にはスマートフォン決済サービス「Scan&Go  Ignica」をサービス開始、U. S. M. Hグループの枠を超えてイオングループ内の他社でも順次導入されている（後述）。

## 傘下のスーパーマーケットチェーン
グループ内4社の店舗数は、661店（2024年11月30日現在）に及ぶ。
- 株式会社マルエツ（東京都豊島区） - 関東地方南部を中心に、通常店「マルエツ」、小型店「マルエツプチ」、高級店「リンコス」を展開する[4]。U. S. M. Hグループの中核企業。
- 株式会社カスミ（茨城県つくば市） - 茨城県を中核とした関東地方北部を中心に、通常店「FOOD MARKET KASUMI」、食品強化店「FOOD SQUARE」、廉価店「FOOD OFF ストッカー」などを展開する[4]。
- マックスバリュ関東株式会社（東京都江東区） - 関東地方南部で、通常店「マックスバリュ」、小型店「マックスバリュエクスプレス」などを展開する[4]。
- 株式会社いなげや（東京都立川市）- 東京都多摩地方を中核とした関東地方南部で、通常店「いなげや」、廉価店「ina21」、高級店「blooming bloomy」を展開する[4]。2024年11月30日付で傘下入り。

## 沿革
- 2014年
  - 5月19日 - マルエツ、カスミおよびマックスバリュ関東の経営統合を発表[12][13]。株式移転により共同持株会社を設立し、3社はその傘下となり、イオンと丸紅が特定目的会社を設立し、共同持株会社の発行済み株式総数の過半数を保有する計画と発表された[13]。
  - 10月31日 - 前述の共同持株会社の社名を「ユナイテッド・スーパーマーケット・ホールディングス株式会社」とし、経営統合（株式移転並びに持株会社の株式上場）を2015年3月2日に実施することを発表[14]。なお、イオンと丸紅が出資する合弁会社（イオンマーケットインベストメント株式会社）は、共同持株会社の株式の議決権の過半数を保有する[14]。また、合弁会社によるマルエツ株の株式公開買付けの実施を発表[15]。
- 2015年3月2日 - 株式移転および東証一部上場[2]。親会社のイオンマーケットインベストメント株式会社の株式は、イオン株式会社が71.8%、丸紅株式会社が28.2%をそれぞれ保有しており、イオン株式会社も親会社、丸紅株式会社はその他の関係会社になる[16]。
- 2016年11月15日 - 一部商品券の利用可能店舗がグループ内に拡大され、マルエツ商品券とカスミ商品券のマルエツ（鮮魚専門業態の魚悦糀谷店を除く）・カスミ（ファミリーマートプラス店舗を除く）両店舗での相互利用並びに、マックスバリュ関東（一部店舗を除く）でのマルエツ商品券・カスミ商品券の利用が可能となる[17]。
- 2017年10月6日 - ユナイテッド・スーパーマーケット・ホールディングス独自のプライベートブランドとして「eatime（イータイム）」を立ち上げ、マルエツ・カスミ・マックスバリュ関東の各店舗で発売開始[18]。
- 2019年10月21日 - スマートフォンのカメラを利用した商品登録（スキャン）とキャッシュレス決済機能を有するスマートフォン決済サービス「U.S.M.H公式モバイルアプリ」をカスミの一部店舗から導入を開始[19]（2020年11月に「Scan&Go Ignica（スキャンアンドゴー イグニカ）」へ改称）
- 2020年
  - 3月1日 - グループ会社のウエルシアホールディングスとの間で当社の傘下会社及びウエルシアホールディングスの子会社であるウエルシア薬局における一部商品（ヘルスケア・ビューティケア・日用消耗品等）の共同調達などに関する契約を締結[20]。
  - 5月7日 - 新型コロナウイルスの影響により、定期株主総会の会場を当社の本社所在地である東京都から、子会社の株式会社カスミの本社所在地である茨城県の「カスミつくばセンター」へ変更することを発表[21]。
  - 6月29日 - 従来のネットスーパーの機能を拡充し、スマートフォンのアプリ上で注文し、自宅や配送エリア内の指定先、店頭受取が可能な食品宅配サービス「U.S.M.H オンラインデリバリー」を立ち上げ、カスミが運営する「フードスクエアカスミ柏千代田店」へ導入[22]。
  - 8月5日 - 実店舗でのAIデジタルサイネージを活用した独自の広告配信・マーケティングサービス「イグニカサイネージサービス」の本格運用を開始することを発表し、カスミが運営する「フードスクエアカスミ」・「カスミ」の一部店舗並びに「グラン・プルシェ」へ順次導入[23]。
  - 11月16日 - 「U.S.M.H オンラインデリバリー」から改称した「Online Delivery Ignica（オンラインデリバリー イグニカ）」をマックスバリュ関東にも拡大し、同社が運営する「マックスバリュおゆみ野店」に、フォトシンスの「Akerun 入退室管理システム」と連携した無人ピックアップルームによる店頭受取サービスを含めて導入[24]（なお、マックスバリュおゆみ野店では同時期よりマックスバリュ関東で初となる「Scan&Go Ignica」も導入された）。
  - 11月25日 - 「Scan&Go Ignica」をマルエツにも拡大し、同社が運営する「マルエツ プチ 新大塚店」へ導入[25]。
- 2021年
  - 3月4日 - 「Online Delivery Ignica」をマルエツにも拡大し、千葉県習志野エリア内の「マルエツ」3店舗（船橋三山店・東習志野店・大久保駅前店）へ導入[26]。
  - 5月6日 - 「Online Delivery Ignica」をイオングループ内の他の企業にも拡大し、光洋が運営する「マックスバリュ箕面外院店」でサービスを開始[27]。
  - 8月3日 - 「Online Delivery Ignica」をイオン九州にも拡大し、同社が運営する「マックスバリュ千早店」でサービスを開始[28]。
- 2022年
  - 4月4日 - 東京証券取引所のスタンダード市場へ移行。
  - 8月1日 - 「Scan&Go Ignica」をイオングループ内の他の企業にも拡大し、光洋がイオングローバルSCMの物流センター「大阪XD(クロスドック)」内にセンター従業員専用の無人決済店舗としてオープンした「KOHYO大阪XD店」へ導入[29]。
  - 11月29日 - 「Scan&Go Ignica」の付随サービスとして、現金チャージ専用プリペイド電子マネー「ignica money（イグニカ マネー）」を開始し、「カスミ筑波大学店」で実証実験（先行運用）を開始[30]。
  - 12月16日 -
    - Android OSベースの新型POS開発に伴って「Scan&Go Ignica」が現金支払いへの対応を開始し、「マックスバリュ東習志野店」で実証実験を開始[31]。
    - 「ignica money」をグループ内の142店舗に拡大し、本格運用を開始[32]。
- 2023年
  - 6月1日 - プリペイドカード「Scan&Goカード」をカスミ全店舗で発行・配布を開始。これにより、「ignica money」がスマートフォンなしでも利用可能となる[33]。
  - 8月1日 - ふくおかフィナンシャルグループの子会社で新たな形態の銀行に属するデジタルバンクであるみんなの銀行との間でAPI連携を開始。これにより、「Scan&Go Ignica」との連携による口座直結型の決済や「ignica money」の銀行口座からのチャージが可能となった。なお、連携開始に先立ち、同年6月28日にみんなの銀行で3つ目のパートナー支店として「イグニカ支店」が開設されている[34][35]。
- 2024年11月30日 - 株式交換により、いなげやを完全子会社化[10][36]。
- 2026年3月1日 - 連結子会社のマックスバリュ関東がダイエーの関東事業、イオンマーケットと経営統合（予定）[37]。